# Teodora Stendl
Teodora Moisescu Stendl (n. 3 septembrie 1938, București – d. 24 ianuarie 2022, București) a fost un artist decorator român.
Opera sa artistică include lucrări de grafică, desen, colaj, tapiserie, pictură. Teodora Stendl este una dintre doamnele artei contemporane românești, operele sale fiind premiate cu numeroase premii naționale și internaționale.
Teodora Stendl este soția pictorului Ion Stendl.

## Grădini secrete
Nenumărate tufe de trandafiri, diafan colorate; fățiș de boschete de la griul cel mai pal până la verdele-negru. Poteci ce aduc la sculpturi năpădite de flori și licheni aurii. Printre ramuri văd inorogi cu cornul dungat în alb și roșu, cai înaripați, coloane sparte la umbra cărora se odihnesc nimfe. Păsări cu penaj de miniaturi persane zboară în cârduri mici sau se adună pe trepte. Ziggurate, negre, aurii, cu trepte multicolore, ce ajung până la cer.
Mă plimb în vis sau cu gândul în aceste grădini secrete, pe care apoi le țes, le colez și le desenez (câteodată în mici cărticele) spre a le putea oferi cândva precum o floare-bucurie. Teodora Stendl

## Studii
- 1957-1963 Institutul de Arte Plastice "Nicolae Grigorescu" Bucuresti, Secția Textile, Profesori  Ion Popescu Negreni, Titina Călugăru și Maria Pană Buescu
- 1965 Menbră a Uniunii Artiștilor Plastici din România
- 1974 Chemată cadru didactic la Catedra Textile lector suplinitor. Avansarea oprită nefiind membru P.C.R.
- 1990-2007 Reparator numită profesor universitar

## Expoziții personale[2]
- 1966 Sala Kalinderu, București
- 1969 Galeria „Viotti”, Torino
- 1971, 1973 Galeria „Apollo”, București
- 1975 Galeria „Simeza”, București
- 1977 Dansk Design Gallerie, Koln
- 1989 Galeria „Simeza”, București
- 1995 „Art Gallery”, Utrecht
- 1995 Galeria „Agora”, Trapani
- 2003 Galeria „Apollo”, București
- 2004 Galeria „Kunstkontor Wetnerwacht”, Regensburg
- 2007 Muzeul Banatului Montan, donația Stendl, Reșița
- 2007 Galeria Veroniki Art, București

## Expoziții de grup - selecție
- 1967 Carul Soarelui, Tokyo; Luna Gravurii, Galeria Simeza, București;
- 1968, Expoziția de Artă Românească, Torino ;
- 1968, 1973 Trienala de Artă de la Milano
- 1969 Bienala Internațională de Tapiserie, Lausanne
- 1970 Concursul Internațional de Desen „Joan Miro”, Barcelona
- 1972, 1974, 1976 Bienala de Gravură de la Cracovia
- 1974 „Artă și energie”, Galeria Nouă, București
- 1975 Expoziția de Tapiserie Românească, New York
- 1976 Expoziția de Tapiserie, Galeria „Sin Paora”, Paris
- 1985 Bienala Europeană de Gravură, Baden-Baden
- 1991 Carte-Obiect, Muzeul de Artă al Colecțiilor, București
- 1993 Carte-Obiect, „Art Huis”, Amsterdam; Budapesta
- 1995 „Art Gallery” Utrecht, Germania

## Premii și distincții
- 1967 - Premiul Uniunii Artiștilor Plastici pentru Arte Decorative;
- 1969 - Premiul Bienalei Tinerilor Artiști, Paris;
- 1971 - Premiul I "Joan Miro", Barcelona;
- 1972 - Premiul al 3 lea al Bienalei de artă de la Noto
- 1974 - Premiul I al Cvadrienalei de artă, Erfurt
- 1987 - Mențiune de Onoare, Valparaiso;
- 1998 - Premiul Uniunii Artistilor Plastici pentru Arte Decorative;
- 2000 - Premiul I la Bienala de Tapiserie, București;
- 2001 - Marele Premiu al Trienalei Internaționale de Tapiserie

### Decorații
- Ordinul național „Pentru Merit” în grad de Cavaler (1 decembrie 2000) „pentru realizări artistice remarcabile și pentru promovarea culturii, de Ziua Națională a României”[3]

## Aprecieri
- Ion Frunzetti: Gesturile ei mângâioase, rămase pe hârtie, în caligrame curbe, trezesc în cam toate cele 20 de desene lipsite de titluri- care nu-s desene decât în sensul general de artă a proiectării formelor spațiale într-un plan, căci ea unifică tehnicile variate, de la colaj și fotografie la procedeele op-art-ului - mai curând rezonanța afectivă, leagănul biografic al formulei de emotivitate specifică fiecărei individualități.
- Această prolifică și multilaterală artistă este autoare și de picturi autonome, și de cartoane în vederea tapiseriei în care a realizat opere importante, cu un stil propriu, un sistem ornamental fizioplastic lesne de recunoscut ca fiind al ei.[4]
- Olga Bușneag: (...) Numele Teodorei Moisescu Stendl s-a aflat întodeauna în avangarda artei textile românești.
- Pasionată de o artă ancestrală, dar într-un continuu proces de revoluționare, de multiplele potențialități expresive intrinseci materialului textil, această creatoare își continuă de-a lungul anilor demersul într-un limbaj mereu reînnoit. De la „celebrarea peretelui”, interesul său s-a deplasat către dimensiunea sculpturală, către explorarea posibilităților spațiale ale tapiseriei și, în cele din urmă, către asamblajn și instalație; de la materiale și tehnici tradiționale, ea s-a îndreptat fie către materiale și produceri noi, fie către utilizarea metodelor clasice într-o manieră modernă.[5]

## Grădinile Edenului
Pasionanta aventură artistică a Teodorei Stendl se înscrie într-un parcurs complex, constant, pentru care voluptatea și savoarea lumii vegetale, fascinatia naturii, intersectia acesteia cu prezenta umana alcătuiesc sursele acestei opere. De-a lungul anilor, creatia ei a stat sub semnul luminii, al armoniei, a reprezentat esenta unei dinamici a viului, clocotind de energie și vitalitate.
De-a lungul anilor, ea și-a concretizat ideile în tapiserii, în picturi, în desene sau obiecte-carti, un univers deschis, în care placerea pentru culoarea exuberanta, pentru forme pulsînd de energie face ca aceste lucrari sa poarte în ele substanta lumii vii. De-a lungul anilor, calatoriile au pus-o in contact cu spatii culturale diferite, a observat farmecul si exotismul unei naturi asupra căreia omul si-a pus amprenta. Dar in acest univers fabulos, surprins in toata libertatea dezvoltarii sale, ea a reusit sa patrunda, sa priveasca atent, sa inteleaga ca natura este cel mai bun exemplu de ordine si rigoare, determinind omul sa aiba control asupra gestului sau.
I-am descoperit strategia inca din anii inceputului, cind, interesata de gravura – acest limbaj care disciplineaza –, ea reusea sa medieze intre voluptatea gestului, savoarea cu care recepteaza spectacolul naturii si rigorile tehnicii.
Acelasi lucru se intimpla și in tapiserii, unde dificultatile tehnicilor folosite nu-i reduc din pasiunea cu care traieste impactul cu explozia fabuloasa a gradinilor, construind cu tenacitate, fir cu fir, o lume pe care o pune in valoare prin suculenta cromaticii sale.
Teodora Stendl este un artist temperamental, „cu multi volti“, asa cum singura declara, pentru care starea, tensiunea perceptiei au o mare importanta in transpunerea ideilor in planul creatiei artistice. Instinctul dinamic si exuberanta se vad in tot ceea ce face, fara a impieta cu nimic ordinea rationala ceruta de expresivitatea limbajului plastic. Ce putea atrage un asemenea temperament daca nu o tema intotdeauna surprinzatoare, fabuloasa, cum este cea a „gradinii“? Cu atit mai mult cu cit tot ceea ce face Teodora Stendl are un puternic accent feminin, sta sub semnul renasterii continue, al dragostei si al fecunditatii, ilustreaza forta prin care viata invinge si lumea merge mai departe.
Gradina este una dintre temele regasite constant, inca din primii ani, in creatia Teodorei Stendl. La inceput au fost Gradinile Florichi, aflate la Constanta, cele care coborau intotdeauna spre mare, invingind in lupta pentru supravietuire tarmul neprietenos. Au urmat apoi descoperiri extraordinare. Calatorind, ea a cunoscut gradinile italiene, asa cum le aflam in seria de lucrari intitulata Gradinile Bomarzo, imaginea fanteziilor artistice ale familiei Orsini, realizare a artei secolului al XVll-lea. Au urmat apoi Gradinile Secrete, intilnite in lumea araba, cu farmecul lor surprinzator, inconjurate de ziduri, gradini ale paradisului, aflate intr-un contrast total cu natura din preajma. O calatorie in Franta, la casa pictorului Monet, ii deschide un alt univers fabulos, cel al gradinii de la Giverny, acolo unde in ultimii douazeci si cinci de ani ai vietii sale Claude Monet a contemplat si a pictat gradina, dar mai ales lacul cu nuferi, un fel de gradina acvatica reprezentind o sinteza intre devenire si existenta de zi cu zi. O asemenea priveliste da sentimentul eternitatii si al infinitului, antreneaza privirea intr-un soi de magie, a cărei identitate devine aproape perceptibila. Maria Magdalena Crișan

## Lucrări de Teodora Stendl- selecție
- Buchetul meu - u/p- http://veronikiart.ro/item.php?lang=0&id=347%5Bnefuncțională%5D
- Scene din Gradina Bomartzo - http://veronikiart.ro/item.php?lang=0&id=350%5Bnefuncțională%5D
- Zigurat - tehnică/ mixtă-http://veronikiart.ro/item.php?lang=0&id=353
- Centaurul Nessos si Dejaneira - http://veronikiart.ro/item.php?lang=0&id=348%5Bnefuncțională%5D
- Răul -colaj textil- http://veronikiart.ro/item.php?lang=0&id=349%5Bnefuncțională%5D
- Venus - obiect- http://veronikiart.ro/item.php?lang=0&id=352%5Bnefuncțională%5D
- Spiritul nopții-u/p-http://veronikiart.ro/item.php?lang=0&id=351